# Noémie Beaulieu
Noémie Beaulieu (2003) es una deportista canadiense que compite en triatlón. Ganó una medalla de plata en el Campeonato Panamericano de Triatlón de 2022, en la prueba de relevo mixto.

## Palmarés internacional
| Campeonato Panamericano | Campeonato Panamericano | Campeonato Panamericano | Campeonato Panamericano |
| Año                     | Lugar                   | Medalla                 | Prueba                  |
| ----------------------- | ----------------------- | ----------------------- | ----------------------- |
| 2022                    | Montevideo (Uruguay)    | Medalla de plata        | Relevo mixto            |